# آنا غوردي غاي
آنا غوردي غاي (بالإنجليزية: Anna Gordy Gaye)‏ هي كاتبة غنائية أمريكية، ولدت في 28 يناير 1922 في أوكوني في الولايات المتحدة، وتوفيت في 31 يناير 2014 في لوس أنجلوس في الولايات المتحدة بسبب مرض.

## وصلات خارجية
- آنا غوردي غاي على موقع IMDb (الإنجليزية)
- آنا غوردي غاي على موقع ميوزك برينز (الإنجليزية)
- آنا غوردي غاي على موقع أول ميوزيك (الإنجليزية)
- آنا غوردي غاي على موقع ديسكوغز (الإنجليزية)